# فهرست رؤسای مجلس شورای ملی
فهرست رؤسای مجلس شورای ملی، فهرستی از افرادی است که در جریان جنبش مشروطه و بر پایه اولین قانون اساسی ایران در ۸ دی ۱۲۸۵ خورشیدی به سمت ریاست مجلس شورای ملی برگزیده شده‌اند. اولین رئیس مجلس شورای ملی مرتضی‌قلی صنیع‌الدوله و آخرین آن‌ها جواد سعید بود. در برخی موارد این پست به صورت متوالی در اختیار یک فرد قرار گرفته‌است؛ برای مثال حسین دادگر سه دوره متوالی (دوره هفتم، دوره هشتم و دوره نهم) برای این سمت انتخاب شد.
مطابق ماده ۲۵ قانون انتخابات مجلس شورای ملی، شیوهٔ رای‌گیری در این انتخابات به صورت رأی‌گیری مخفی بود.
تا پیش از ریاست رضا حکمت در دوره پانزدهم (۱۳۲۶ خورشیدی)، مدت زمان هر دوره، دو سال بود که پس از آن به چهار سال ارتقاء یافت و در نتیجه زمان ریاست بر مجلس شورای ملی برای هر منتخب مردمی، دو برابر گشت.
شاکله مجلس شورای ملی از ابتدای شکل‌گیری تا سال ۱۳۲۸ (دوره پانزدهم) به صورت تک‌مجلسی بود اما پس از آن به شکل مجلس نمایندگان درآمد. محل برگزاری جلسات مجلس شورای ملی در عمارت بهارستان که در گذشته با نام ساختمان مجلس شورای ملی شناخته می‌شد، قرار داشت.
آخرین دوره مجلس شورای ملی مربوط به دوره بیست و چهارم و به ریاست جواد سعید بود که تا اوائل انقلاب ۱۳۵۷ ایران ادامه پیدا کرد و در نهایت منجر به انحلال آن و ایجاد شورای انقلاب اسلامی گشت. این شورا پیش از تأسیس مجلس شورای اسلامی نهاد قانون‌گذار در ایران به‌شمار می‌آمد که ریاست آن در ابتدا بر عهده مرتضی مطهری بود و پس از درگذشت او سید محمود طالقانی جای او را گرفت و با درگذشت وی، ابوالحسن بنی‌صدر به ریاست آن رسید. سرانجام با انحلال این شورا، مجلس شورای اسلامی در ۷ خرداد ۱۳۵۹ افتتاح گردید.
از زمان صدور فرمان مشروطیت در سال ۱۲۸۵ خورشیدی تا انقلاب ۱۳۵۷ ایران، در مجموع ۲۴ دوره مجلس شورای ملی تشکیل شد که البته در میان برخی از این دوره‌ها ایام فترت پیش می‌آمد و ایران بدون مجلس می‌ماند. در مجموع، این مجلس در دوره ۷۲ ساله خود، توسط هفده نفر ریاست شد.

## فهرست
|  | در زمان حکومت قاجار |
|  | در زمان حکومت پهلوی |

| ردیف                              | رئیس مجلس                    | رئیس مجلس                                                 | رئیس مجلس | دوره‌ها       | آغاز دوره      | پایان دوره            | تعداد اعضاء | رئیس حکومت              |
| ردیف                              | نام                          | حوزهٔ انتخابیه                                             | نگاره | دوره‌ها       | آغاز دوره      | پایان دوره            | تعداد اعضاء | رئیس حکومت              |
| • دولت عِلّیه ایران (۱۲۸۵–۱۳۰۴)     |                              |                                                           | |              |                |                       |             |                         |
| ۱                                 | مرتضی‌قلی صنیع‌الدوله          | تهران                                                     | پیوند=پرونده:Photo of Mortez Qholi Khan Hedayat (Sani-al-dowleh) the First Chairman of the First Majlis Shora Melli.jpg | اول          | ۱۴ مهر ۱۲۸۵    | ۲ تیر ۱۲۸۷            | ۱۵۶         | مظفرالدین‌شاه محمدعلی‌شاه |
| ۲                                 | محمود علامیر (احتشام‌السلطنه) | تهران                                                     | پیوند=پرونده:Mirza Mahmoud Khan.jpg                                                                                     | اول          | ۱۴ مهر ۱۲۸۵    | ۲ تیر ۱۲۸۷            | ۱۵۶         | مظفرالدین‌شاه محمدعلی‌شاه |
| ۳                                 | میرزا اسماعیل‌خان ممتازالدوله | اراک                                                      | پیوند=پرونده:Ismail mumtaz sm.jpg                                                                                       | اول          | ۱۴ مهر ۱۲۸۵    | ۲ تیر ۱۲۸۷            | ۱۵۶         | مظفرالدین‌شاه محمدعلی‌شاه |
| ۴                                 | صادق‌خان مستشارالدوله         | آذربایجان                                                 | پیوند=پرونده:Mirza Sadeq Khan.jpg                                                                                       | دوم          | ۲۴ آبان ۱۲۸۸   | ۲۶ آذر ۱۲۹۰           | ۱۲۶         | احمدشاه                 |
| ۵                                 | میرزا اسماعیل‌خان ممتازالدوله | آذربایجان                                                 | پیوند=پرونده:Ismail mumtaz sm.jpg                                                                                       | دوم          | ۲۴ آبان ۱۲۸۸   | ۲۶ آذر ۱۲۹۰           | ۱۲۶         | احمدشاه                 |
| ۶                                 | محمدعلی‌خان ذکاءالملک         | تهران                                                     | پیوند=پرونده:Foroughi PM1314.jpg                                                                                        | دوم          | ۲۴ آبان ۱۲۸۸   | ۲۶ آذر ۱۲۹۰           | ۱۲۶         | احمدشاه                 |
| ۷                                 | حسین پیرنیا (مؤتمن‌الملک)     | تهران                                                     | پیوند=پرونده:Qajar Mirza Hossein Pirnia.jpg                                                                             | دوم          | ۲۴ آبان ۱۲۸۸   | ۲۶ آذر ۱۲۹۰           | ۱۲۶         | احمدشاه                 |
| ۷                                 | حسین پیرنیا (مؤتمن‌الملک)     | تهران                                                     | پیوند=پرونده:Qajar Mirza Hossein Pirnia.jpg                                                                             | سوم          | ۱۴ آذر ۱۲۹۳    | ۲۳ آبان ۱۲۹۴          | ۱۱۵         | احمدشاه                 |
| ۷                                 | حسین پیرنیا (مؤتمن‌الملک)     | تهران                                                     | پیوند=پرونده:Qajar Mirza Hossein Pirnia.jpg                                                                             | چهارم        | ۱ تیر ۱۳۰۰     | ۳۰ خرداد ۱۳۰۲         | ۱۳۷         | احمدشاه                 |
| ۷                                 | حسین پیرنیا (مؤتمن‌الملک)     | تهران                                                     | پیوند=پرونده:Qajar Mirza Hossein Pirnia.jpg                                                                             | پنجم         | ۲۲ بهمن ۱۳۰۲   | ۲۲ بهمن ۱۳۰۴          | ۱۳۸         | احمدشاه                 |
| ۸                                 | میرزا حسن‌خان مستوفی          | تهران                                                     | پیوند=پرونده:Mostowfi.jpg                                                                                               | پنجم         | ۲۲ بهمن ۱۳۰۲   | ۲۲ بهمن ۱۳۰۴          | ۱۳۸         | احمدشاه                 |
| • کشور شاهنشاهی ایران (۱۳۰۴–۱۳۵۷) |                              |                                                           | |              |                |                       |             |                         |
| ۹                                 | سیدمحمد تدین                 | بیرجند                                                    | پیوند=پرونده:Mohammad Tadayyon.jpg                                                                                      | ششم          | ۱۹ تیر ۱۳۰۵    | ۲۲ مرداد ۱۳۰۷         | ۱۳۲         | رضاشاه                  |
| ۱۰                                | حسین پیرنیا                  | تهران                                                     | پیوند=پرونده:Qajar Mirza Hossein Pirnia.jpg                                                                             | ششم          | ۱۹ تیر ۱۳۰۵    | ۲۲ مرداد ۱۳۰۷         | ۱۳۲         | رضاشاه                  |
| ۱۱                                | حسین دادگر                   | دوره هفتم و هشتم: بابل، آمل، نور و تنکابن دوره نهم: تهران | پیوند=پرونده:Hossein Dadgar.jpg                                                                                         | هفتم         | ۱۴ مهر ۱۳۰۷    | ۱ آبان ۱۳۰۹           | ۱۳۶         | رضاشاه                  |
| ۱۱                                | حسین دادگر                   | دوره هفتم و هشتم: بابل، آمل، نور و تنکابن دوره نهم: تهران | پیوند=پرونده:Hossein Dadgar.jpg                                                                                         | هشتم         | ۲۴ آذر ۱۳۰۹    | ۲۴ دی ۱۳۱۱            | ۱۳۳         | رضاشاه                  |
| ۱۱                                | حسین دادگر                   | دوره هفتم و هشتم: بابل، آمل، نور و تنکابن دوره نهم: تهران | پیوند=پرونده:Hossein Dadgar.jpg                                                                                         | نهم          | ۲۴ اسفند ۱۳۱۱  | ۲۴ فروردین ۱۳۱۴       | ۱۳۵         | رضاشاه                  |
| ۱۲                                | میرزا حسن‌خان اسفندیاری       | تهران                                                     | پیوند=پرونده:ESFANDIAARI.jpg                                                                                            | دهم          | ۱۵ خرداد ۱۳۱۴  | ۲۲ خرداد ۱۳۱۶         | ۱۳۷         | رضاشاه                  |
| ۱۲                                | میرزا حسن‌خان اسفندیاری       | تهران                                                     | پیوند=پرونده:ESFANDIAARI.jpg                                                                                            | یازدهم       | ۲۰ شهریور ۱۳۱۶ | ۲۷ شهریور ۱۳۱۸        | ۱۳۷         | رضاشاه                  |
| ۱۲                                | میرزا حسن‌خان اسفندیاری       | تهران                                                     | پیوند=پرونده:ESFANDIAARI.jpg                                                                                            | دوازدهم      | ۳ آبان ۱۳۱۸    | ۹ آبان ۱۳۲۰           | ۱۳۷         | رضاشاه محمدرضاشاه       |
| ۱۲                                | میرزا حسن‌خان اسفندیاری       | تهران                                                     | پیوند=پرونده:ESFANDIAARI.jpg                                                                                            | سیزدهم       | ۲۲ آبان ۱۳۲۰   | ۱ آذر ۱۳۲۲            | ۱۳۶         | محمدرضاشاه              |
| ۱۳                                | سید محمدصادق طباطبایی        | تهران                                                     | پیوند=پرونده:Sadegh Tabatabaʾi.jpg                                                                                      | چهاردهم      | ۶ اسفند ۱۳۲۲   | ۲۱ اسفند ۱۳۲۴         | ۱۳۵         | محمدرضاشاه              |
| ۱۴                                | رضا حکمت                     | شیراز                                                     | پیوند=پرونده:Reza Hekmat.jpg                                                                                            | پانزدهم      | ۲۵ تیر ۱۳۲۶    | ۶ مرداد ۱۳۲۸          | ۱۳۷         | محمدرضاشاه              |
| ۱۴                                | رضا حکمت                     | شیراز                                                     | پیوند=پرونده:Reza Hekmat.jpg                                                                                            | شانزدهم      | ۲۰ بهمن ۱۳۲۸   | ۲۹ بهمن ۱۳۳۰          | ۱۳۸         | محمدرضاشاه              |
| ۱۵                                | سید حسن امامی                | مهاباد                                                    | پیوند=پرونده:Hassan Emami.jpg                                                                                           | هفدهم        | ۳۰ تیر ۱۳۳۱    | ۲۸ آبان ۱۳۳۲          | ۱۳۱         | محمدرضاشاه              |
| ۱۶                                | سیدابوالقاسم کاشانی          | تهران                                                     | پیوند=پرونده:Abolghasem Kashani.jpg                                                                                     | هفدهم        | ۳۰ تیر ۱۳۳۱    | ۲۸ آبان ۱۳۳۲          | ۱۳۱         | محمدرضاشاه              |
| ۱۷                                | عبدالله معظمی                | خوانسار و گلپایگان                                        | پیوند=پرونده:Dr moazemi1.jpg                                                                                            | هفدهم        | ۳۰ تیر ۱۳۳۱    | ۲۸ آبان ۱۳۳۲          | ۱۳۱         | محمدرضاشاه              |
| ۱۸                                | رضا حکمت                     | شیراز                                                     | پیوند=پرونده:Reza Hekmat.jpg                                                                                            | هجدهم        | ۲۷ اسفند ۱۳۳۲  | ۲۶ فروردین ۱۳۳۵       | ۱۳۵         | محمدرضاشاه              |
| ۱۸                                | رضا حکمت                     | شیراز                                                     | پیوند=پرونده:Reza Hekmat.jpg                                                                                            | نوزدهم       | ۱۰ خرداد ۱۳۳۵  | ۱۹ خرداد ۱۳۳۹         | ۱۳۵         | محمدرضاشاه              |
| ۱۸                                | رضا حکمت                     | شیراز                                                     | پیوند=پرونده:Reza Hekmat.jpg                                                                                            | بیستم        | ۲ اسفند ۱۳۳۹   | ۱۹ اردیبهشت ۱۳۴۰      | ۱۹۶         | محمدرضاشاه              |
| ۱۹                                | عبدالله ریاضی                | تهران                                                     | پیوند=پرونده:Abdollah Riazi.jpg                                                                                         | بیست و یکم   | ۱۴ مهر ۱۳۴۲    | ۱۳ مهر ۱۳۴۶           | ۱۹۸         | محمدرضاشاه              |
| ۱۹                                | عبدالله ریاضی                | تهران                                                     | پیوند=پرونده:Abdollah Riazi.jpg                                                                                         | بیست و دوم   | ۱۴ مهر ۱۳۴۶    | ۹ شهریور ۱۳۵۰         | ۲۱۹         | محمدرضاشاه              |
| ۱۹                                | عبدالله ریاضی                | تهران                                                     | پیوند=پرونده:Abdollah Riazi.jpg                                                                                         | بیست و سوم   | ۱۰ شهریور ۱۳۵۰ | ۱۶ شهریور ۱۳۵۴        | ۲۶۸         | محمدرضاشاه              |
| ۱۹                                | عبدالله ریاضی                | تهران                                                     | پیوند=پرونده:Abdollah Riazi.jpg                                                                                         | بیست و چهارم | ۱۷ شهریور ۱۳۵۴ | همزمان با انقلاب ۱۳۵۷ | ۲۶۸         | محمدرضاشاه              |
| ۲۰                                | جواد سعید                    | ساری                                                      | پیوند=پرونده:Javad saei.jpg                                                                                             | بیست و چهارم | ۱۷ شهریور ۱۳۵۴ | همزمان با انقلاب ۱۳۵۷ | ۲۶۸         | محمدرضاشاه              |

## یادداشت
1. ↑  ماده ۲۵: دادن رای باید مخفی باشد و به این جهت رأی دهندگان قبل از ورود به مجلس انتخاب اسم یک یا چند نفر منتخبین خود رامطابق عده‌ای که اعلان شده‌است روی کاغذ سفید بی‌نشان باید نوشته و پیچیده با خود داشته باشند.